# 桂しん吉
桂 しん吉（かつら しんきち、1978年7月26日 - ）は奈良県大和高田市出身の落語家。本名∶濱 靖人。
所属事務所は米朝事務所。上方落語協会会員。
大阪府立東住吉高等学校芸能文化科卒業。1998年1月1日に桂吉朝に入門。同月10日に「岡町落語ランド」にて初舞台。落語は古典落語の他に鉄道の噺をおりまぜた創作落語も演じる。2003年には、お囃子で使う横笛を用い、バンジョー奏者の宮村群時とのユニット「元祖お囃子カントリー『ぐんきち』」を結成、ライブ活動も行っている。

## エピソード
- 趣味は鉄道旅行で、自称「乗り鉄」、書道を得意とし関西テレビの『扇町兎園会』の題字を担当。また「鉄道ダイヤ情報」で近江鉄道への旅紀行を連載したことがある。
- 他にもお店などの看板の題字も手がける事がある。